# Nuoranen
Nuoranen är en sjö i Finland. Den ligger i kommunen Pihtipudas i landskapet Mellersta Finland, i den centrala delen av landet, 400 km norr om huvudstaden Helsingfors. Nuoranen ligger 181 meter över havet. Den är 1,8 meter djup. Arean är 19,8 hektar och strandlinjen är 2,44 kilometer lång. Sjön  ingår i Kymmene älvs huvudavrinningsområde.   I omgivningarna runt Nuoranen växer i huvudsak blandskog.